# Lora River
Der Lora River ist ein Fluss im äußersten Südwesten des australischen Bundesstaates Tasmanien.

## Geografie
Der etwas mehr als neun Kilometer lange Lora River entspringt an den Osthängen des Remote Peak in der Frankland Range, südwestlich des Lake Pedder. Von dort fließt er nach Westen und mündet am Fuß des Gebirges in den Davey River.